# Николс, Джефф (режиссёр)
Джефф Николс (англ. Jeff Nichols; род. 7 декабря 1978, Литл-Рок, штат Арканзас, США) — американский актёр, кинорежиссёр, сценарист и продюсер, лауреат международных кинофестивалей.

## Биография
Джефф Николс окончил факультет телевидения University of North Carolina School of the Arts. Выступил в качестве актёра в фильме «Приходи пораньше» (2006, режиссёр — Joey Lauren Adams).
Премьера дебютного полнометражного фильма режиссёра «Огнестрельные истории» состоялась в 2007 году во время международного кинофестиваля в Берлине. Фильм был включён в списки лучших фильмов 2008 года.
Международный успех режиссёр приобрёл благодаря фильму «Укрытие» (2011).

«Материал (фильма) — умная и красивая, интонационно точная и технически безупречная драма, исполненная в стилистике, к которой режиссёров меньшего таланта не стоит подпускать на расстояние пушечного выстрела: без пяти минут хоррора, где грань между реальностью, дурным сном и горячечным бредом размывается тем больше, чем чаще начинается пресловутый шторм».— Степанов, Андрей. Новое кино: «Укрытие». FashionTime.
Главный герой фильма живёт с женой и дочкой в маленьком городке. Его начинают посещать видения торнадо, разрушающего все на своём пути. Он начинает строить подземный бункер, в котором семья могла бы укрыться. Строительство укрытия становится для него навязчивой идеей. Режиссёр говорит о фильме:

«Я чувствовал, что наш мир ждут трудные времена. Растущее беспокойство было отчасти вызвано экономическими причинами, отчасти тем, что я повзрослел, и теперь мне было, что терять. Все эти чувства я передал персонажам. Мне кажется, это ощущение тревоги присутствует сейчас в жизни многих американцев и жителей других стран. Я хотел поговорить об этих страхах и беспокойстве».
В 2011 году фильм получил главный приз параллельной секции «Неделя критики» в Каннах. В 2012 году в основном конкурсе Каннского кинофестиваля участвовал его фильм «Мад». Съёмки фильма продолжались восемь недель. Двое мальчиков знакомятся с загадочным человеком по имени Мад, беглым преступником, совершившим убийство из-за любви. Режиссёр трактовал фильм как экранизацию Марка Твена в стиле Сэма Пекинпы.
В ноябре 2012 года Джефф Николс был президентом жюри VII Римского кинофестиваля.
В 2015 году завершил научно-фантастический фильм «Специальный полуночный выпуск». Отец и его сын (одарённый сверхъестественными способностями) бегут через всю Америку от преследования правительства и религиозных фанатиков. Фильм представлен на кинофестивале в Берлине в 2016 году.
В настоящее время приступил к съёмкам фильма «Лавинг», основанного на реальной истории супругов Ричарда и Милдред Лавингов, супружеской пары из штата Вирджиния, которые в 1958 году были арестованы и приговорены к году тюремного заключения за межрасовый брак.
Джефф Николс рассматривался как один из кандидатов (наряду с Ноамом Марроу) на должность режиссёра фильма-комикса «Акваменa».
В августе 2022 года стало известно о работе режиссёра над новой лентой «Байкеры» с Томом Харди, Остином Батлером и Джоди Комер в главных ролях.
Режиссёр высказал интерес к производству фильма на базе двух последних романов американского писателя Кормака Маккарти.

## Особенности стиля
Николс отмечает сильное влияние произведений Марка Твена на своё творчество. Николс упоминает среди других деятелей искусства, оказавших на него влияние, режиссёров Терренса Малика (одним из его любимых фильмов являются «Пустоши»), Джона Форда и американского фотографа Joel Sternfeld.

«У Николса говорят мало, а вокруг смотрят много — герои всех его картин только и делают, что оглядываются вокруг. И перед глазами у них — просторы родного николсовского „природного штата“ (natural state — так его называют) Арканзас, горные плато, влажные рисовые поля и сонная долина Миссисипи (снятые исключительно на пленку…)»— Ольга Шакина. Дорога в прекрасной пустоте. «Мад», режиссёр Джефф Николс. Искусство кино. № 6, 2012.

## Факты
- Режиссёр является братом гитариста и певца группы «Lucero» Бена Николса.
- В каждом фильме режиссёра принимает участие актёр Майкл Шеннон, которого он считает «лучшим актёром в мире»[9].

## Фильмография
| Год  | Фильм                                                            | Участие  | Участие   | Участие  | Награды |
| Год  | Фильм                                                            | Режиссёр | Сценарист | Продюсер | Награды |
| ---- | ---------------------------------------------------------------- | -------- | --------- | -------- | --- |
| 2007 | Огнестрельные истории (Shotgun Stories, США, 92 минуты)          | Да       | Да        | Да       | Номинация на Independent Spirit Awards 2008, Приз жюри в номинации «Лучший американский фильм» на МКФ в Сиэтле, приз жюри МКФ в Остине и приз ФИПРЕССИ жюри на МКФ в Вене в 2007 году, другие награды.  |
| 2011 | Укрытие (Take Shelter, США, 121 минута)                          | Да       | Да        |          | На фестивале Санденсе номинирован на Гран-при жюри. В 2011 на Каннском кинофестивале — приз ФИПРЕССИ и Гран-при Недели критики. 2011 — главный приз на фестивале в Довилле, другие награды и номинации. |
| 2012 | Мад (Mud, США, 130 минут)                                        | Да       | Да        |          | Номинация на Каннском международном фестивале в категории «Лучший режиссёр», Grand Prix de l’UCC 2014, Приз Роберта Олтмена на Independent Spirit Awards 2014 и другие награды и номинации.             |
| 2014 | Хулиган (Hellion, США)                                           |          |           | Да       | |
| 2016 | Специальный полуночный выпуск (Midnight Special, США, 111 минут) | Да       | Да        |          | Berlin International Film Festival 2016 — номинация на Золотого медведя. |
| 2016 | Лавинг (Loving, Великобритания, США, 123 минуты)                 | Да       | Да        |          | |
| 2023 | Байкеры (The Bikeriders, США, 116 минут)                         | Да       | Да        |          | |